# Robert Rothschild

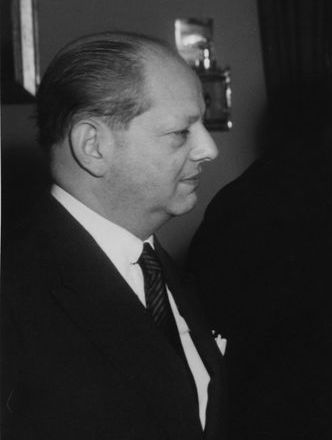
Robert Rothschild (1961)

Robert baron Rothschild (Brussel, 16 december 1911 - Londen, 3 december 1998) was een Belgisch diplomaat.

## Biografie
Robert Rothschild was een zoon van een zakenman van Duits-Joodse afkomst die een nakomeling was van Amschel Moses Rothschild, de vader van Mayer Amschel Rothschild en stamvader van het huis Rothschild. Zijn vader was een vriend van Paul Spaak, vader van toenmalig minister van Buitenlandse Zaken Paul-Henri Spaak. In 1936 slaagde Rothschild voor het diplomatiek examen en werd hij medewerker van minister Spaak in 1937.
Hij was reserveofficier bij de uitbraak van de Tweede Wereldoorlog. In mei 1940 werd hij gevangengenomen door de Duitsers en als krijgsgevangene naar Slot Colditz gebracht. In 1941 werd hij terug naar Brussel gezonden en vrijgelaten. Met de hulp van het verzet en de Special Operations Executive vluchtte hij naar Vichy-Frankrijk. Van daaruit reisde hij naar het neutrale Spanje en Londen, waar hij werkte voor de Belgische regering in ballingschap. Deze plaatste hem op de diplomatieke missie in Lissabon.
Hij verbleef in Lissabon tot 1944, wanneer hij naar China werd gezonden. Hij was eerste secretaris op de ambassade in Chongqing, dat tijdens de Tweede Chinees-Japanse Oorlog door Japan werd bezet. Na de overgave van Japan verhuisde hij naar Shanghai, waar hij consul-generaal werd. De Chinese Burgeroorlog wakkerde terug aan en in 1949 trokken de communisten Shanghai binnen. Onder Franse druk erkende België de nieuwe Volksrepubliek China niet, wat Rothschild als een politieke vergissing beschouwde. In 1950 verhuisde hij naar Washington D.C., waar hij tweede raadgever werd op de ambassade. Na twee jaar vertrok hij naar Parijs, waar hij de Belgische vertegenwoordiger in de pas opgerichte Noord-Atlantische Raad werd.
In 1954 werd hij kabinetschef van minister van Buitenlandse Zaken Spaak (BSP). Samen met Spaak en Jean-Charles Snoy et d'Oppuers ontwierp hij de tekst van het Verdrag van Rome (1957), dat leidde tot de oprichting van de Europese Economische Gemeenschap in 1958.
Rothschild vertrok in 1960 naar Belgisch-Congo om er te werken als raadgever van de gouverneur. Hij kwam aan in Leopoldstad twee dagen na de opstand die werd gesteund door onafhankelijkheidsleider Patrice Lumumba. Na de onafhankelijkheid van Congo scheurde de provincie Katanga zich in juli 1960 af van Congo. Als deel van de Belgische diplomaten in Congo verhuisde Rothschild naar Elisabethville in Katanga.
Hij beëindigde zijn carrière als ambassadeur in achtereenvolgens Zwitserland (1964-1966), Frankrijk (1966-1973) en het Verenigd Koninkrijk (1973-1976). Na zijn diplomatieke carrière woonde hij in Londen, waar hij overleed in 1998.
- Bibliothèque nationale de France: cb120930706 (data)
- Gemeinsame Normdatei: 12092854X
- International Standard Name Identifier: 0000 0000 9793 7983
- Library of Congress Control Number: n88028550
- Nationale Bibliotheek van Tsjechië: xx0245864
- Nationale Bibliotheek van Israël: 987007276455605171
- Nederlandse Thesaurus van Auteursnamen: 078395925
- Système universitaire de documentation: 029267374
- Virtual International Authority File: 61573652
- WorldCat: E39PBJbGYQWGp3fKWGd78rJkXd